# 고야다이역
고야다이역(일본어: 荒野台駅, こうやだいえき)은 일본 이바라키현 가시마시에 있는 가시마 임해 철도 오아라이카시마 선의 역이다.

## 역 구조
단선 승강장 1면 1선의 지상역으로 무인역이다. 승차권은 열차 내에서 구입 가능하다.

## 역 주변
- 이바라키 지방 도로 242호 호코타카시마 선
- 국도 제51호선
- 나카노 우체국
- 이바라키 현립 가고시마 산업기술 전문학원

## 역사
- 1985년 3월 14일: 영업 개시.

## 인접역
| 가시마 임해 철도 ■ 오아라이카시마 선         | 가시마 임해 철도 ■ 오아라이카시마 선 | 가시마 임해 철도 ■ 오아라이카시마 선 |
| -------------------------------------------- | ------------------------------------ | ------------------------------------ |
| 조자가하마시오사이하마나스코엔마에 미토 방면 |                                      | 가시마 사커 스타디움 가시마진구 방면 |